# Свинуха
Свинуха (лат. Paxillus) — рід грибів родини свинухових порядку болетальних.

## Токсичність свинух
Свинухи тонкі раніше вважалися умовно їстівними, але в даний час (офіційно в СРСР з 1984) відносяться до переліку отруйних і неїстівних грибів. Інші представники роду, зокрема — свинухи товсті —
до цього переліку не входять, однак, останні також як і свинухи тонкі, в 1981 році були виключені з переліку грибів дозволених до заготівлі, переробки та продажу на території СРСР . При поїданні свинух тонких в організм потрапляє антиген, який не виводиться, а тому накопичується в крові, розміщуючись на еритроцитах. Після природної загибелі еритроцита антиген пересідає на новий. Таким чином, протягом життя їдця свинух відбувається зростання концентрації цього антигену в крові. При перевищенні деякого рівня настає аутоімунна алергічна реакція - організм починає виробляти антитіла до антигену свинушки. Однак, фатальною особливістю цього антигену є те, що антитіла з ним впоратися не можуть і ним знищуються. Організм починає виробляти все більше антитіл для боротьби з антигеном, запускається лавиноподібна реакція, розвивається недокрів'я, ниркова і печінкова недостатність, що призводять до смерті.
Крім того, свинухи, що ростуть по сусідству з промисловими зонами, автомобільними щляхами і залізницею, здатні швидко накопичувати в собі шкідливі для здоров'я людини відходи виробництва і вихлопні гази, які при поїданні грибів переміщаються в організм їдця.

## Види
- Paxillus adelphus J.P.Chaumeton, Gryta, Jargeat & P.A.Moreau, 2016
- Paxillus ammoniavirescens Contu & Dessì, 1999
- Paxillus cuprinus Jargeat, Gryta, J.P.Chaumeton & Vizzini, 2014
- Paxillus gymnopus C.Hahn, 1996
- Paxillus involutus (Batsch) Fr., 1838 — Свинуха тонка
- Paxillus obscurisporus C.Hahn, 1999
- Paxillus olivellus P.A.Moreau, J.P.Chaumeton, Gryta & Jargeat, 2016
- Paxillus orientalis Gelardi, Vizzini, E.Horak & G.Wu, 2014
- Paxillus rubicundulus P.D.Orton, 1969 — Свинуха вільхова, або свинуха нитчата
- Paxillus vernalis Watling, 1969

## Місцеві назви
- Кобила - у Білорусії.
- Піддубник - На сході та північному заході України.